# Ferry Windberger
Franz Ferdinand Windberger (né le 8 octobre 1915 à Bratislava, mort le 14 octobre 2008 à Wiener Neustadt) est un décorateur de cinéma et de théâtre autrichien.

## Biographie
Il étudie pendant huit semestres à l'Université technique de Vienne de 1934 à 1938 puis six semestres de 1938 à 1941 à l'académie des beaux-arts de Vienne. Il reçoit son diplôme de scénographe en 1942.
Pendant l'été 1938, Ferry Windberger a son premier contact avec le théâtre, en tant qu'assistant décorateur et acteur dans le cadre du festival de Salzbourg. En 1940, il fait ses débuts en tant que décorateur et accessoiriste à la Comédie de Vienne puis passe la saison 1941-1942 au théâtre de la ville de Baden. Dans le même temps, il est l'assistant de son ancienne professeur à l'académie de Vienne. Entre 1942 et 1944, Windberger travaille à Brno. De 1958 à 1961, Windberger équipe plusieurs spectacles d'opérettes dans le cadre du Seefestspiele Mörbisch.
Jusqu'au début des années 60, Windberger est essentiellement absent au cinéma, puis participe à plusieurs productions de divertissement du réalisateur Franz Antel. Néanmoins, la scène reste le principal domaine d'activité de Windberger : de la fin des années 1950 jusque dans les années 80, il fut le décorateur en chef du Raimundtheater.
Par ailleurs, Ferry Windberger est également peintre de genre.

## Filmographie

### Directeur artistique

#### Cinéma
- 1964 : Unsere tollen Tanten in der Südsee
- 1965 : Du suif dans l'Orient-Express
- 1968 : Otto ist auf Frauen scharf
- 1985 : Private Passions
- 1987 : Johann Strauss, le roi sans couronne

### Décorateur

#### Cinéma
- 1963 : Mit besten Empfehlungen
- 1964 : Die ganze Welt ist himmelblau
- 1969 : Les Petites chattes se mettent au vert
- 1969 : The Viking Who Became a Bigamist
- 1969 : Les petites chattes sont toutes gourmandes
- 1970 : Frau Wirtin treibt es jetzt noch toller
- 1975 : Wenn Mädchen zum Manöver blasen (de)
- 1978 : Das Love-Hotel in Tirol (de)

#### Télévision
Téléfilms
- 1958 : Hallo, das ist die Liebe
- 1964 : Die bess'ren älteren Herren